# Maria Lydia Flandoli
Maria Lydia Fraga dos Santos Flandoli (São Paulo, 4 de janeiro de 1944) é uma jornalista brasileira.
Graduada pela Faculdade Cásper Líbero, Maria Lydia atuou sempre na área do jornalismo opinativo como comentarista de notícias e âncora de programas de rádio e TV. É também graduada em Serviço Social e pós-graduada em Psicologia da Educação.
Trabalhou em várias das mais importantes rádios brasileiras, entre elas as rádios Jovem Pan, Record e CBN. Atualmente participa como comentarista do programa Jornal Gente da Rádio Bandeirantes. Trabalhou também na RecordTV como comentarista do Record em Notícias e do Jornal da Record, e âncora do programa Defenda-se, primeiro programa de TV sobre direitos do cidadão.Em maio de 1991, a apresentadora chegou a TV Gazeta, para comandar o Gazeta Meio-Dia, no qual debatia os assuntos do dia ao lado de grandes debatedores. O programa diário durou até 1999 quando passou a comandar o Em Questão.
Em maio de 2011, após trabalhar na TV Gazeta há 20 anos, onde ancorou o programa de debate político Em Questão e o Jornal da Gazeta, Maria Lydia é demitida da TV Gazeta, pois haveria uma reformulação no único telejornal da emissora.
Em dezembro de 2011, Maria Lydia é recontratada pela TV Gazeta para apresentar um quadro de entrevistas no Jornal da Gazeta.Em abril de 2019, a apresentadora anuncia que deixa a emissora, por questões pessoais.
A jornalista também foi comentarista no quadro Meninas do Jô, do Programa do Jô, na Rede Globo.

## Carreira

### Televisão
| Ano       | Nome               | Função                 | Notas                   | Emissora    |
| --------- | ------------------ | ---------------------- | ----------------------- | ----------- |
| 1990-1991 | Jornal da Record   | Apresentadora          |                         | Rede Record |
| 1990-1991 | Record em Notícias | Comentarista           |                         | Rede Record |
| 1990-1991 | Defenda-se         | Apresentadora          |                         | Rede Record |
| 1991-1999 | Gazeta Meio Dia    | Apresentadora          |                         | TV Gazeta   |
| 1999-2011 | Em Questão         | Apresentadora          |                         | TV Gazeta   |
| 1999-2011 | Jornal da Gazeta   | Apresentadora          |                         | TV Gazeta   |
| 2006-2011 | Programa do Jô     | Comentarista convidada | Quadro: "Meninas do Jô" | Rede Globo  |
| 2011-2019 | Jornal da Gazeta   | Entrevistadora         |                         | TV Gazeta   |

### Rádio:
- Jovem Pan
- Rádio Record
- CBN
- Rádio Excelsior
- Rádio Bandeirantes